# José Guillermo Cortines
José Guillermo Cortines (né José Guillermo Cortines Domínguez le 5 décembre 1973 à Saint-Domingue,  République Dominicaine), est un acteur, chanteur et présentateur de télévision dominicain connu pour ses rôles dans Trópico et El rostro de Analía.

## Biographie

### Premières années
José Guillermo est né à Saint-Domingue en République Dominicaine. Son père est José Rafael Cortines Cajarvilles, sa mère María Evelina Domínguez, sa sœur Evelyn de Lourdes et son frère José Ramón. Sa fille s'appelle Mara Cortines. Il étudie dans la ville de Saint-Domingue au lycée « San Judas Tadeo » et au centre d'enseignement « El Buen Pastor ». Il étudie le graphisme publicitaire à l'Université Nationale Pedro Henríquez Ureña (UNPHU) où il obtient un diplôme en 1996.
Dès l'enfance il a un penchant pour l'art dramatique et le chant. Il étudie à l'école « Escuela Nacional de Locución Profesor Otto Rivera » en 1998.
De plus, il prend des cours de chant avec Frank Ceara, chanteur reconnu de la République Dominicaine et aussi avec le professeur María Remolá.

## Filmographie partielle

### Films
- 2003 : Paraíso
- 2004 : Negocios son negocios : Fiancé de Laura
- 2005 : Los locos también piensan : Pablo Cardona
- 2005 : The Feast of the Goat : Octavio de la Maza
- 2006 : Viajeros : El abogado
- 2009 : 3 al rescate : Bilpo (voix)
- 2014 : El Pelotudo : Rigo Fermín
- 2014 : Codigo Paz : Fernando del Rosario
- 2014 : Pa'l Campamento : Héctor
- 2015 : Loki 7 : Pietro Francesco

#### Telenovelas
- 2006 : Trópico : Juan Pablo Guzmán
- 2007 : Rosa Bella
- 2008 : El rostro de Analía : Mauricio Montiel
- 2009-2010 : Más sabe el diablo : Osvaldo Guerra
- 2010 : Sacrificio de mujer : Marcos
- 2010-2011 : Eva Luna : Bruno Lombardi
- 2011-2012 : Corazón apasionado : Marcos Pérez / Martín Vegas
- 2012 : Corazón valiente : Renzo Mancilla
- 2012 : Mía Mundo
- 2012-2013 : El Rostro de la Venganza : Alex Maldonado
- 2013-2014 : Marido en alquiler : Máximo Durán
- 2015-2016 : Bajo el mismo cielo : Cristóbal Méndez